# Gonatocerus lucidus
Gonatocerus lucidus är en stekelart som beskrevs av Alan Parkhurst Dodd 1919. Gonatocerus lucidus ingår i släktet Gonatocerus och familjen dvärgsteklar. Inga underarter finns listade i Catalogue of Life.